# إي. إتش مور
إي. إتش مور (بالإنجليزية: Eliakim Hastings Moore) هو رياضياتي أمريكي، ولد في 26 يناير 1862 في مارييتا في الولايات المتحدة، وتوفي في 30 ديسمبر 1932 في شيكاغو في الولايات المتحدة.